# 天主教圣菲总教区
天主教聖菲總教區（拉丁語：Archidiocesis Sanctae Fidei in America Septentrionali）是美國一個羅馬天主教教省總教區，也是該國三十二個總教區之一。
範圍包括新墨西哥州東北部十九個縣，並轄四個教區。總教區於2010年時有教友314,183人、92個堂區和212名司鐸。現任總主教為若望·C·韋斯特，榮休總主教為彌額爾·J·希漢。
新墨西哥宗座代牧區於1850年7月19日設立，1853年升為聖菲教區，1875年2月12日升為聖菲總教區。

## 歷任總主教
以下為總教區的歷任總主教：
| 任次 | 姓名              | 任期           | 參考文獻 |
| ---- | ----------------- | -------------- | -------- |
| 1.   | 若望·B·拉米       | 1875年－1885年 | [ 4 ]    |
| 2.   | 若望·B·薩爾潘特   | 1885年－1894年 | [ 4 ]    |
| 3.   | 佈拉祺多·L·沙佩萊 | 1894年－1897年 | [ 4 ]    |
| 4.   | 伯多祿·布爾加德   | 1899年－1908年 | [ 4 ]    |
| 5.   | 若望·B·皮塔瓦爾   | 1909年－1918年 | [ 4 ]    |
| 6.   | 亞爾伯·T·德格     | 1919年－1932年 | [ 4 ]    |
| 7.   | 盧道·A·格爾肯     | 1933年－1943年 | [ 4 ]    |
| 8.   | 愛文·V·伯恩       | 1943年－1963年 | [ 4 ]    |
| 9.   | 雅各伯·P·戴維斯   | 1964年－1974年 | [ 4 ]    |
| 10.  | 羅勃·F·桑切斯     | 1974年－1993年 | [ 4 ]    |
| 11.  | 彌額爾·J·希漢     | 1993年－2015年 | [ 2 ]    |
| 12.  | 若望·C·韋斯特     | 2015年至今     | [ 4 ]    |